# Paracanthostracion lindsayi
Paracanthostracion lindsayi es una especie de peces de la familia Ostraciidae en el orden de los Tetraodontiformes.

## Hábitat
Es un pez de mar y, de clima templado y bentopelágico.

## Distribución geográfica
Se encuentran en Nueva Zelanda.

## Observaciones
Es inofensivo para los humanos.